# مدرسة طب جامعة نوتنغهام في ديربي

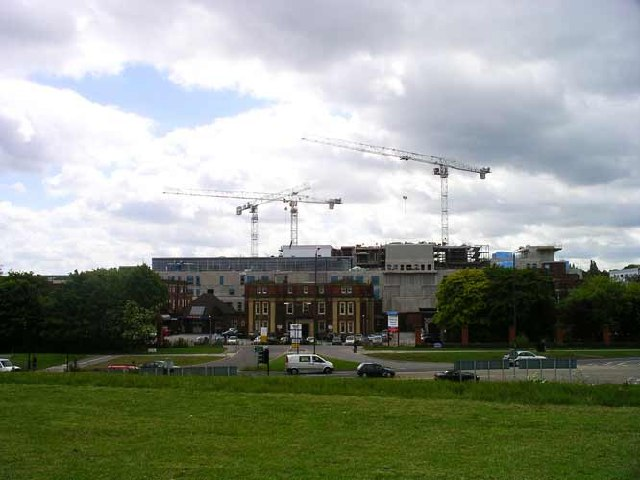
إعادة البناء في موقع ديربي

مدرسة طب جامعة نوتنغهام في ديربي هي مدرسةٌ للطب افتتحت في سبتمبر 2003، وهي جزءٌ من جامعة نوتنغهام وتقع في مدينة ديربي القريبة من شرق ميدلاندز في إنجلترا.